# Schizopera rotundipes
Schizopera rotundipes är en kräftdjursart som beskrevs av Gurney 1928. Schizopera rotundipes ingår i släktet Schizopera och familjen Diosaccidae. Inga underarter finns listade i Catalogue of Life.